# 13 Trianguli
13 Trianguli, som är stjärnans Flamsteed-beteckning, är en ensam stjärna belägen i den södra delen av stjärnbilden Triangeln. Den har en skenbar magnitud på ca 5,86 och är svagt synlig för blotta ögat där ljusföroreningar ej förekommer. Baserat på parallaxmätning inom Hipparcosuppdraget på ca 31,8 mas, beräknas den befinna sig på ett avstånd på ca 102 ljusår (ca 31 parsek) från solen. Den rör sig bort från solen med en heliocentrisk radialhastighet av ca 41 km/s.

## Egenskaper
13 Trianguli är en gul till vit stjärna i huvudserien av spektralklass G0 V. Den har en massa som är ca 1,1 solmassor, en radie som är ca 1,9 solradier och utsänder ca 3,7 gånger mera energi än solen från dess fotosfär vid en effektiv temperatur av ca 5 800 K.
År 1994 rapporterades en astrometrisk följeslagare med en vinkelseparation på 0,020 bågsekunder. Men uppföljande observationer som rapporterades 2005 misslyckades inte bara med att bekräfta detta objekt utan gav också ett nollresultat vid en sökning efter exoplaneter kring stjärnan. Den har undersökts med avseende på överskott av infraröd strålning som kan ange närvaro av en omkretsande stoftskiva, men inget sådant överskott har hittats.